# Hanan Aynor
Hanan Aynor (* 20. Oktober 1916 in Frankfurt am Main; † 15. Dezember 1993 in Jerusalem), hebräisch חנן עינור, geboren als Hans Sonneborn, war ein deutsch-israelischer Diplomat und Autor.

## Leben

### Kindheit, Jugend und Familie
Er wurde als Kind von Hermann und Antonia Sonneborn, geborene Samuel, während des Ersten Weltkrieges im deutschen Kaiserreich geboren. Er verließ Deutschland im Jahr 1935, nachdem er von den Nationalsozialisten noch vor seinem Abitur wegen seiner jüdischen Abstammung aus einer öffentlichen Schule geworfen worden war. Er hätte danach zwar auf eine rein jüdische Schule in Frankfurt am Main bzw. Deutschland wechseln können, entschied sich jedoch zur Emigration. 1933/34 hielt er sich in dem von der zionistischen Organisation Hechaluz betreuten Kibbuz HaOlim an der französisch-luxemburgischen Grenze auf und organisierte von dort aus Hachschara-Stellen bei kleineren Landwirten.
Nach einer Odyssee durch Europa und den Mittelmeerraum wanderte Hans Sonneborn 1937 mit Hilfe der Kinder- und Jugend-Alijah in den Jischuw des britischen Mandatsgebietes Palästina ein und änderte seinen Namen. Seine Eltern konnten in die Vereinigten Staaten emigrieren und lebten zuletzt in Chicago, Illinois. Bis 1939 erlebte Hanan Aynor den bewaffneten arabischen Aufstand gegen die britische Mandatsherrschaft und die zionistische Landnahme mit, der blutig niedergeschlagen wurde.
Er studierte am Harry S. Truman Research Institute for the Advancement of Peace der Hebräischen Universität in Jerusalem, schloss dieses Studium jedoch nicht mit einem akademischen Grad ab. Er lebte im Kibbuz Aschdot Ja’akov im Jordantal und heiratete 1939 die in Polen geborene Lehrerin und Schuldirektorin Yaffa Puterman-Efrat (1912–2002), geborene Rodstein, mit der er im Jahr 1941 ein Kind bekam. Die Tochter der beiden, Ayala Procaccia, wurde 2001 zur Richterin am Obersten Gerichtshof Israels berufen. Während des Zweiten Weltkrieges diente Aynor hinter der Front in der britischen Armee und war in dem von der deutschen Wehrmacht besetzten Frankreich eingesetzt.
Nach Kriegsende lernte er in einem französischen DP-Lager Sarah Skorohod kennen, die dort arbeitete. Im Jahr 1947 trennte er sich von seiner Ehefrau und heiratete Skorohod, mit der er zwei Kinder bekam, Amos Tzvi und Yael Aynor. Hanan Aynor war nach dem Krieg für die Mossad le Alija Bet der Jewish Agency tätig, um Überlebende der Shoah auf damals illegalem Weg ins britische Mandatsgebiet Palästina zu bringen. Als offizieller Dolmetscher war er beispielsweise auf dem Flüchtlingsschiff Exodus from Europe 1947 eingesetzt, als dieses monatelang im Hafen von Marseille festgehalten wurde.

### Laufbahn
Nach der Gründung des Staates Israel im Jahr 1948 wurde Aynor in den diplomatischen Dienst des israelischen Außenministeriums aufgenommen. Innerhalb der folgenden vier Jahrzehnte diente er sowohl im Außenministerium selbst, als auch in diversen Staaten auf den drei Kontinenten Afrika, Nord- und Südamerika.
- 1950: Assistent in der Konsularabteilung des israelischen Außenministeriums, Jerusalem
- 1950–1951: Assistent in der Abteilung Westeuropa im israelischen Außenministerium, Jerusalem
- 1951–1954: Vizekonsul in Montréal, Québec, Kanada
- 1954: Leiter der Konsularabteilung in Montréal, Québec, Kanada
- 1955–1958: Erster Sekretär der israelischen Botschaft in Rio de Janeiro, Brasilien
- 1958–1959: Erster Assistent der Abteilung Kommunikation und Public Relations im israelischen Außenministerium, Jerusalem
- 1959–1960: Direktor der Abteilung Internationale Zusammenarbeit und technische Assistenz (MASHAV) innerhalb des Ressorts Kommunikation und Public Relations im israelischen Außenministerium, Jerusalem
- 1960: Direktor des Ressorts Kommunikation und Public Relations im israelischen Außenministerium, Jerusalem
- 1960–1961: Delegierter Israels in der Demokratischen Republik Kongo mit Sitz in Leopoldville
- 1961–1964: Israelischer Delegierter in der Generalversammlung der Vereinten Nationen, New York City, USA
- 1964–1967: Botschafter in Senegal mit Sitz in Dakar und in Personalunion non-resident Botschafter in Gambia
- 1969–1971: Direktor der Abteilung Afrika im israelischen Außenministerium, Jerusalem
- 1971–1973: Botschafter in Äthiopien mit Sitz in Addis Abeba[9][10][11][12]
- 1974–1977: Botschafter in Mexiko mit Sitz in Mexiko-Stadt
- 1977–1980: Direktor der Abteilung Afrika im israelischen Außenministerium, Jerusalem
- 1981–1982: Botschafter in Zaire mit Sitz in Kinshasa, wo er schon von 1960 bis 1961 tätig war

Aynor veröffentlichte Bücher und zahlreiche Artikel zu afrikanischen und asiatischen Staaten. Teilweise arbeitete er dabei mit dem israelischen Diplomaten Shimon Avimor (1913–1994) zusammen, der seine Schulzeit ebenfalls in Frankfurt am Main verbracht hatte.
Bis zu seinem Krebs-Tod im Alter von 77 Jahren war Aynor Präsident der Israelisch-äthiopischen Liga für Freundschaft. Er fühlte sich diesem afrikanischen Staat und seinen Menschen sehr verbunden und träumte davon, die jüdischen Äthiopier (Falashas) nach Israel zu bringen (siehe auch: Operation Salomon, Mai 1991).

## Werke
- Notes from Africa, Frederick A. Praeger Verlag, New York City und London 1969
- mit Shimon Avimor: Relations between Israel and Asian and African states. Treaties between Israel and Asian and African countries/Yaḥase Yiśraʼel ʻim medinot Asyah ṿe-Afriḳah. in Englisch/Französisch/Hebräisch. Harry S. Truman Research Institute for the Advancement of Peace, Leonard Davis Institute for International Relations. Hebrew University of Jerusalem 1986[14]
- mit Shimon Avimor und No’am Kaminer: The role of the Israel labour movement in establishing relations with states in Africa and Asia/Terumat Tenuʻat ha-ʻavodah be-yiśum ḳishre ha-ḥuts shel Medinat Yiśraʼel be-Asyah uve-Afriḳah: teʻudot, in Englisch und Hebräisch, 1989[15]
- Memoiren: Africa in Crisis – Patrice Lumumba’s Congo, Mobutu Sese Seko’s Zaire. 1993[16]
- weitere Publikationen in hebräischer Sprache

## Hanan Aynor Stiftung
Die Hanan Aynor Stiftung (Keren Hanan Aynor, hebräisch קרן חנן עינור) wurde von Aynors Ehefrau Sarah nach dem Tod ihres Mannes im Jahr 1994 eingerichtet. Sie soll talentierten und hoch motivierten äthiopischen Israelis eine höhere akademische Ausbildung bzw. Abschlüsse ermöglichen.

## Video
- Keren Hanan Ayor. Präsentation der Stiftung Hanan Ayor (hebräisch), 5:37 Min. Auf: youtube.com, abgerufen am 26. März 2017